# Copa de Oro de la Concacaf 2003
La Copa de Oro de la Concacaf 2003 fue la decimoséptima edición del torneo continental de selecciones organizado por la Concacaf, que se realizó en los Estados Unidos y México en el mes de julio, siendo México coanfitrión por segunda vez después de 10 años. Al igual que en la edición anterior participaron 12 selecciones nacionales, con dos invitados provenientes de la Conmebol. 
El torneo fue ganado por México derrotando en la final a la invitada Brasil por 1-0 en tiempos extra gracias al gol de oro de Daniel Osorno, ganando su séptima Copa de Oro de la Concacaf frente a 80 000 personas en el Estadio Azteca

## Sede
El grupo A se desarrollaría en el Estadio Azteca de la Ciudad de México, el Grupo B en el Miami Orange Bowl de Florida y los grupos C y D se desarrollarían en el nuevo Gillette Stadium de Foxboro. Esta fue la segunda vez en la que no se estableció una sede en California.

### Estadios

#### Estados Unidos
| Foxborough        | Miami             |
| ----------------- | ----------------- |
| Massachusetts     | Florida           |
| Gillette Stadium  | Miami Orange Bowl |
| Capacidad: 68 756 | Capacidad: 72 319 |
|                   |                   |
| Foxboro Miami     |                   |

#### México
| Ciudad de México   |
| ------------------ |
| Distrito Federal   |
| Estadio Azteca     |
| Capacidad: 105 000 |
|                    |
| Ciudad de México   |

## Árbitros
Para esta edición todos los árbitros fueron solo de la confederación y en total se confirmaron 10 árbitros centrales y 10 árbitros asistentes.
| Centrales - Kevin Scott - Felipe Ramos Rizo - Mauricio Navarro - Carlos Batres - Richard Piper - José Pineda - Rodolfo Sibrian - Alfaro Nery - Greivin Porras - Roberto Moreno - Peter Prendergast - Armando Archundia | Asistentes - Anthony Garwood - Rafael Herrera - Hugo Calero - Chris Strickland - Michael Ragoonath - Hector Vergara - Michael Mitchell - Vladimir Bertiaga - Roberto Alcantara - Paul Messam - Eugene Contreras - Modesto Hierrezuelo |

## Formato de competición
El torneo se desarrolla dividido en cinco etapas: fase de grupos, cuartos de final, semifinales, partido por el tercer lugar y final.
En la fase de grupos los doce equipos participantes se dividen en 4 grupos de 3 equipos, cada equipo juega una vez contra sus rivales de grupo con un sistema de todos contra todos, los equipos son clasificados en los grupos según los puntos obtenidos en todos sus partidos jugados los cuales son otorgados de la siguiente manera:
- 3 puntos por partido ganado.
- 1 punto por partido empatado.
- 0 puntos por partido perdido.

Clasifican a los cuartos de final los dos primeros lugares de cada grupo. Si al término de la fase de grupos dos o más equipos terminan empatados en puntos se aplican los siguientes criterios de desempate:
- La diferencia de goles en los partidos del grupo.
- La mayor cantidad de puntos obtenidos en los partidos entre los equipos en cuestión.
- Sorteo por parte del Comité de la Copa Oro.

En los cuartos de final los 8 equipos clasificados a esta instancia forman 4 series de dos equipos, los ganadores de cada serie clasifican a las semifinales, y los ganadores de las semifinales disputan la final del torneo. Los enfrentamientos de cuartos de final y semifinales se determinan de la siguiente manera:
| Cuartos de final - Ganador Grupo C - Segundo Grupo D (Semifinalista 1) - Ganador Grupo B - Segundo Grupo A (Semifinalista 2) - Ganador Grupo D - Segundo Grupo C (Semifinalista 3) - Ganador Grupo A - Segundo Grupo B (Semifinalista 4) | Semifinales - Semifinalista 1 - Semifinalista 2 - Semifinalista 3 - Semifinalista 4 |

Los cuartos de final, semifinales y final se juegan con un sistema de eliminación directa, si algún partido de estas fases termina empatado luego de los noventa minutos de tiempo de juego reglamentario se procede a jugar un tiempo extra consistente en dos periodos de 15 minutos, si la igualdad persiste se define al ganador mediante tiros desde el punto penal.

## Clasificación
Las 3 selecciones pertenecientes a la Unión Norteamericana de Fútbol (NAFU), Estados Unidos (anfitrión y campeón defensor), México (coanfitrión) y Canadá clasificaron automáticamente. A éstos se le suman las selecciones invitadas del torneo Brasil y Colombia (provenientes de la CONMEBOL) además de las selecciones pertenecientes a la Unión Centroamericana de Fútbol (UNCAF) y a la Unión Caribeña de Fútbol (CFU) que disputaron torneos clasificatorios que fueron a su vez los torneos regionales de ambos organismos subordinados de la Concacaf, la repartición de los 7 cupos en cuestión fue la siguiente:
- Centroamérica: 3.5
- Caribe: 3.5

La Copa Uncaf 2003 se llevó a cabo en Panamá del 9 al 23 de febrero de 2003 con motivo de la Independencia de Panamá y en ella participaron 6 selecciones en una sola fase. Los 3 primeros lugares de esta fase de esta competencia consiguieron su clasificación al torneo, siendo Costa Rica, Guatemala y El Salvador los clasificados. Mientras que Honduras al terminar cuarto tuvo que disputar el repechaje triangular contra los segundos lugares de cada grupo de la fase final del Caribe.
En la zona del Caribe se disputó un torneo clasificatorio puesto que no hubo Copa del Caribe, y se llevó a cabo desde el 6 de julio de 2002 al 30 de marzo de 2003 y en ella participaron 21 selecciones. Los 2 primeros lugares de cada grupo de la fase final de esta competencia consiguieron su clasificación al torneo, siendo Jamaica y Cuba los clasificados. Mientras que Trinidad y Tobago y Martinica al quedar subcampeones de cada grupo tendrían que disputar el repechaje triangular contra el cuarto lugar de Centroamérica, con sede en Martinica.

### Repechaje
| Equipo            | Pts | PJ | PG | PE | PP | GF | GC | Dif |
| ----------------- | --- | -- | -- | -- | -- | -- | -- | --- |
| Honduras          | 6   | 2  | 2  | 0  | 0  | 6  | 2  | 4   |
| Martinica         | 3   | 2  | 1  | 0  | 1  | 5  | 6  | -1  |
| Trinidad y Tobago | 0   | 2  | 0  | 0  | 2  | 2  | 5  | -3  |

| Fecha               | Lugar          |                   |                              | Resultado |                              |                   |
| ------------------- | -------------- | ----------------- | ---------------------------- | --------- | ---------------------------- | ----------------- |
| 23 de abril de 2003 | Fort-de-France | Martinica         | Bandera de Martinica         | 3:2 (2:0) | Bandera de Trinidad y Tobago | Trinidad y Tobago |
| 25 de abril de 2003 | Fort-de-France | Trinidad y Tobago | Bandera de Trinidad y Tobago | 0:2 (0:0) | Bandera de Honduras          | Honduras          |
| 27 de abril de 2003 | Fort-de-France | Honduras          | Bandera de Honduras          | 4:2 (1:0) | Bandera de Martinica         | Martinica         |

| Bandera de Honduras | Bandera de Martinica |
| Honduras            | Martinica            |
| Primer puesto       | Segundo puesto       |

## Equipos participantes
Las selecciones de  Estados Unidos, México y Canadá tuvieron asegurada su clasificación. 
- En cursiva los equipos invitados.

| CFU | UNCAF |

| Equipos participantes | Equipos participantes | Equipos participantes | Equipos participantes |
| --------------------- | --------------------- | --------------------- | --------------------- |
| Brasil                | Costa Rica            | Estados Unidos        | Jamaica               |
| Canadá                | Cuba                  | Guatemala             | Martinica             |
| Colombia              | El Salvador           | Honduras              | México                |

### Sorteo
| Bombo 1 | Bombo 2                                      | Bombo 3                           |
| --- | -------------------------------------------- | --------------------------------- |
| México (coanfitrión, asignado al Gpo. A) Estados Unidos (anfitrión, asignado al Gpo. C) Costa Rica Colombia (invitado) | Brasil (invitado) Jamaica Canadá El Salvador | Honduras Martinica Cuba Guatemala |

## Resultados

### Primera fase

#### Grupo A
| Equipo   | Pts | PJ | PG | PE | PP | GF | GC | DIF |
| -------- | --- | -- | -- | -- | -- | -- | -- | --- |
| México   | 4   | 2  | 1  | 1  | 0  | 1  | 0  | +1  |
| Brasil   | 3   | 2  | 1  | 0  | 1  | 2  | 2  | 0   |
| Honduras | 1   | 2  | 0  | 1  | 1  | 1  | 2  | -1  |

| 13 de julio de 2003 | México       | 1:0 (0:0) | Brasil | Estadio Azteca, México, D.F.                                |                                                             |
|                     | Borgetti 80' |           |        | Asistencia: 60 000 espectadores Árbitro(s): Rodolfo Sibrian | Asistencia: 60 000 espectadores Árbitro(s): Rodolfo Sibrian |

| 15 de julio de 2003 | Brasil                 | 2:1 (1:0) | Honduras    | Estadio Azteca, México, D.F.                                 |                                                              |
|                     | Maicon 16' · Diego 85' |           | de León 90' | Asistencia: 10 000 espectadores Árbitro(s): Mauricio Navarro | Asistencia: 10 000 espectadores Árbitro(s): Mauricio Navarro |

| 17 de julio de 2003 | Honduras | 0:0 | México | Estadio Azteca, México, D.F.                           |  |
|                     |          |     |        | Asistencia: 8 000 espectadores Árbitro(s): Nery Alfaro |  |

#### Grupo B
| Equipo    | Pts | PJ | PG | PE | PP | GF | GC | DIF |
| --------- | --- | -- | -- | -- | -- | -- | -- | --- |
| Colombia  | 4   | 2  | 1  | 1  | 0  | 2  | 1  | 1   |
| Jamaica   | 3   | 2  | 1  | 0  | 1  | 2  | 1  | 1   |
| Guatemala | 1   | 2  | 0  | 1  | 1  | 1  | 3  | -1  |

| 13 de julio de 2003 | Jamaica | 0:1 (0:1) | Colombia   | Orange Bowl, Miami                                      |                                                         |
|                     |         |           | Patiño 41' | Asistencia: 15.423 espectadores Árbitro(s): Kevin Scott | Asistencia: 15.423 espectadores Árbitro(s): Kevin Scott |

| 15 de julio de 2003 | Guatemala | 0:2 (0:1) | Jamaica                        | Orange Bowl, Miami                                      |                                                         |
|                     |           |           | Lowe 30' · Williams 71' (pen.) | Asistencia: 10.323 espectadores Árbitro(s): José Pineda | Asistencia: 10.323 espectadores Árbitro(s): José Pineda |

| 17 de julio de 2003 | Colombia   | 1:1 (0:1) | Guatemala       | Orange Bowl, Miami                                        |                                                           |
|                     | Molina 79' |           | Ruiz 21' (pen.) | Asistencia: 13.000 espectadores Árbitro(s): Greivin Porra | Asistencia: 13.000 espectadores Árbitro(s): Greivin Porra |

#### Grupo C
| Equipo         | Pts | PJ | PG | PE | PP | GF | GC | DIF |
| -------------- | --- | -- | -- | -- | -- | -- | -- | --- |
| Estados Unidos | 6   | 2  | 2  | 0  | 0  | 4  | 0  | 4   |
| El Salvador    | 3   | 2  | 1  | 0  | 1  | 1  | 2  | -1  |
| Martinica      | 0   | 2  | 0  | 0  | 2  | 0  | 3  | -3  |

| 12 de julio de 2003 | Estados Unidos          | 2:0 (1:0) | El Salvador | Gillette Stadium, Foxborough                                  |                                                               |
|                     | Lewis 28' · McBride 76' |           |             | Asistencia: 33.652 espectadores Árbitro(s): Felipe Ramos Rizo | Asistencia: 33.652 espectadores Árbitro(s): Felipe Ramos Rizo |

| 14 de julio de 2003 | Martinica | 0:2 (0:2) | Estados Unidos   | Gillette Stadium, Foxborough                              |                                                           |
|                     |           |           | McBride 39', 43' | Asistencia: 8.780 espectadores Árbitro(s): Roberto Moreno | Asistencia: 8.780 espectadores Árbitro(s): Roberto Moreno |

| 16 de julio de 2003 | El Salvador  | 1:0 (0:0) | Martinica | Gillette Stadium, Foxborough                              |                                                           |
|                     | González 76' |           |           | Asistencia: 10.361 espectadores Árbitro(s): Carlos Batres | Asistencia: 10.361 espectadores Árbitro(s): Carlos Batres |

#### Grupo D
| Equipo     | Pts | PJ | PG | PE | PP | GF | GC | DIF |
| ---------- | --- | -- | -- | -- | -- | -- | -- | --- |
| Costa Rica | 3   | 2  | 1  | 0  | 1  | 3  | 1  | 2   |
| Cuba       | 3   | 2  | 1  | 0  | 1  | 2  | 3  | -1  |
| Canadá     | 3   | 2  | 1  | 0  | 1  | 1  | 2  | -1  |

| 12 de julio de 2003 | Costa Rica | 0:1 (0:0) | Canadá       | Gillette Stadium, Foxborough                              |                                                           |
|                     |            |           | Stalteri 59' | Asistencia: 23.795 espectadores Árbitro(s): Richard Piper | Asistencia: 23.795 espectadores Árbitro(s): Richard Piper |

| 14 de julio de 2003 | Canadá | 0:2 (0:1) | Cuba          | Gillette Stadium, Foxborough                                 |                                                              |
|                     |        |           | Moré 13', 46' | Asistencia: 2.500 espectadores Árbitro(s): Peter Prendergast | Asistencia: 2.500 espectadores Árbitro(s): Peter Prendergast |

| 16 de julio de 2003 | Cuba | 0:3 (0:1) | Costa Rica                            | Gillette Stadium, Foxborough                                 |                                                              |
|                     |      |           | Centeno 45+1' · Bryce 72' · Scott 77' | Asistencia: 10.361 espectadores Árbitro(s): Benito Archundia | Asistencia: 10.361 espectadores Árbitro(s): Benito Archundia |

### Segunda fase
|  | Cuartos de final | Cuartos de final |                |   | Semifinales                  | Semifinales                  |  |  | Final | Final |
|  |                  |                  |                |   |                              |                              |  |  |       |       |
|  | 19 de julio      |                  |                |   |                              |                              |  |  |       |       |
|  |                  |                  |                |   |                              |                              |  |  |       |       |
|  | Estados Unidos   | 5                |                |   |                              |                              |  |  |       |       |
|  | Estados Unidos   | 5                | 23 de julio    |   |                              |                              |  |  |       |       |
|  | Cuba             | 0                |                |   |                              |                              |  |  |       |       |
|  | Cuba             | 0                | Estados Unidos | 1 |                              |                              |  |  |       |       |
|  | 19 de julio      |                  | Estados Unidos | 1 |                              |                              |  |  |       |       |
|  |                  | Brasil (t.s.)    | 2              |   |                              |                              |  |  |       |       |
|  | Colombia         | Brasil (t.s.)    | 2              | 0 |                              |                              |  |  |       |       |
|  | Colombia         |                  | 27 de julio    | 0 |                              |                              |  |  |       |       |
|  | Brasil           | 2                |                |   |                              |                              |  |  |       |       |
|  | Brasil           | 2                | Brasil         | 0 |                              |                              |  |  |       |       |
|  | 19 de julio      |                  | Brasil         | 0 |                              |                              |  |  |       |       |
|  |                  | México (t.s.)    | 1              |   |                              |                              |  |  |       |       |
|  | Costa Rica       | México (t.s.)    | 1              | 5 |                              |                              |  |  |       |       |
|  | Costa Rica       | 24 de julio      |                | 5 |                              |                              |  |  |       |       |
|  | El Salvador      | 2                |                |   |                              |                              |  |  |       |       |
|  | El Salvador      | 2                | Costa Rica     | 0 |                              |                              |  |  |       |       |
|  | 20 de julio      |                  | Costa Rica     | 0 |                              |                              |  |  |       |       |
|  |                  | México           | 2              |   | Partido por el tercer puesto | Partido por el tercer puesto |  |  |       |       |
|  | México           | México           | 2              | 5 | Partido por el tercer puesto | Partido por el tercer puesto |  |  |       |       |
|  | México           |                  | 26 de julio    | 5 |                              |                              |  |  |       |       |
|  | Jamaica          | 0                |                |   |                              |                              |  |  |       |       |
|  | Jamaica          | 0                | Estados Unidos | 3 |                              |                              |  |  |       |       |
|  |                  |                  |                |   |                              |                              |  |  |       |       |
|  | Costa Rica       | 2                |                |   |                              |                              |  |  |       |       |
|  | Costa Rica       | 2                |                |   |                              |                              |  |  |       |       |

#### Cuartos de final
| 19 de julio de 2003 | Estados Unidos                        | 5:0 (3:0) | Cuba | Gillette Stadium, Foxborough                                  |                                                               |
|                     | Donovan 22' 25' 55' 76' · Ralston 42' |           |      | Asistencia: 16 000 espectadores Árbitro(s): Peter Prendergast | Asistencia: 16 000 espectadores Árbitro(s): Peter Prendergast |

| 19 de julio de 2003 | Costa Rica                                                    | 5:2 (2:1) | El Salvador                     | Gillette Stadium, Foxborough                                  |                                                               |
|                     | Scott 11' · Centeno 45+2' 68' (pen.) 90+3' (pen.) · Bryce 72' |           | Murgas 34' (pen.) · Pacheco 54' | Asistencia: 15 627 espectadores Árbitro(s): Felipe Ramos Rizo | Asistencia: 15 627 espectadores Árbitro(s): Felipe Ramos Rizo |

| 19 de julio de 2003 | Colombia | 0:2 (0:1) | Brasil       | Orange Bowl, Miami                                      |                                                         |
|                     |          |           | Kaká 42' 66' | Asistencia: 23.425 espectadores Árbitro(s): Kevin Scott | Asistencia: 23.425 espectadores Árbitro(s): Kevin Scott |

| 20 de julio de 2003 | México                                                                | 5:0 (2:0) | Jamaica | Estadio Azteca, México, D.F.                                 |                                                              |
|                     | Bravo 38' · R. García 42' · Osorno 55' · Borgetti 61' · Rodríguez 83' |           |         | Asistencia: 12.000 espectadores Árbitro(s): Mauricio Navarro | Asistencia: 12.000 espectadores Árbitro(s): Mauricio Navarro |

#### Semifinales
| 23 de julio de 2003 | Estados Unidos | 1:2 (0:0, 1:1) | Brasil                       | Orange Bowl, Miami                                        |                                                           |
|                     | Bocanegra 62'  |                | Kaká 89' · Diego 100' (pen.) | Asistencia: 35 211 espectadores Árbitro(s): Carlos Batres | Asistencia: 35 211 espectadores Árbitro(s): Carlos Batres |

| 24 de julio de 2003 | Costa Rica | 0:2 (0:2) | México                     | Estadio Azteca, México, D.F.                            |                                                         |
|                     |            |           | Márquez 19' · Borgetti 28' | Asistencia: 35 000 espectadores Árbitro(s): Alfaro Nery | Asistencia: 35 000 espectadores Árbitro(s): Alfaro Nery |

#### Tercer lugar
| 26 de julio de 2003 | Estados Unidos                           | 3:2 (1:2) | Costa Rica      | Orange Bowl, Miami                                        |                                                           |
|                     | Bocanegra 29' · Stewart 56' · Convey 67' |           | Fonseca 24' 39' | Asistencia: 15 093 espectadores Árbitro(s): Richard Piper | Asistencia: 15 093 espectadores Árbitro(s): Richard Piper |

#### Final
| 27 de julio de 2003 | México     | 1:0 (0:0, 0:0) | Brasil | Estadio Azteca, México, D.F.                                 |                                                              |
|                     | Osorno 98' |                |        | Asistencia: 65 000 espectadores Árbitro(s): Mauricio Navarro | Asistencia: 65 000 espectadores Árbitro(s): Mauricio Navarro |

|                               |
| México                        |
| Campeón México Séptimo título |

## Estadísticas

### Tabla de rendimiento
| Equipo | Equipo         | Pts | PJ | PG | PE | PP | GF | GC | Dif | Rend   |
| ------ | -------------- | --- | -- | -- | -- | -- | -- | -- | --- | ------ |
| 1      | México         | 13  | 5  | 4  | 1  | 0  | 9  | 0  | 9   | 86.66% |
| 2      | Brasil         | 9   | 5  | 3  | 0  | 2  | 6  | 4  | 2   | 60%    |
| 3      | Estados Unidos | 12  | 5  | 4  | 0  | 1  | 13 | 4  | 9   | 80%    |
| 4      | Costa Rica     | 6   | 5  | 2  | 0  | 3  | 10 | 8  | 2   | 40%    |
| 5      | Colombia       | 4   | 3  | 1  | 1  | 1  | 2  | 3  | -1  | 46.66% |
| 6      | El Salvador    | 3   | 3  | 1  | 0  | 2  | 3  | 7  | -4  | 20%    |
| 7      | Jamaica        | 3   | 3  | 1  | 0  | 2  | 2  | 6  | -4  | 20%    |
| 8      | Cuba           | 3   | 3  | 1  | 0  | 2  | 2  | 8  | -6  | 20%    |
| 9      | Canadá         | 3   | 3  | 1  | 0  | 2  | 1  | 2  | -1  | 20%    |
| 10     | Honduras       | 1   | 2  | 0  | 1  | 1  | 1  | 2  | -1  | 6.66%  |
| 11     | Guatemala      | 1   | 2  | 0  | 1  | 1  | 1  | 3  | -2  | 6.66%  |
| 12     | Martinica      | 0   | 2  | 0  | 0  | 2  | 0  | 3  | -3  | 0%     |

### Goleadores
| Jugador          | Selección      | Goles |
| ---------------- | -------------- | ----- |
| Landon Donovan   | Estados Unidos | 4     |
| Walter Centeno   | Costa Rica     | 4     |
| Kaká             | Brasil         | 3     |
| Jared Borgetti   | México         | 3     |
| Brian McBride    | Estados Unidos | 3     |
| Carlos Bocanegra | Estados Unidos | 2     |
| Steven Bryce     | Costa Rica     | 2     |
| Diego            | Brasil         | 2     |
| Rolando Fonseca  | Costa Rica     | 2     |
| Lester Moré      | Cuba           | 2     |
| Daniel Osorno    | México         | 2     |
| Erick Scott      | Costa Rica     | 2     |

### Asistencias
| Jugador          | Selección      | Asistencias |
| ---------------- | -------------- | ----------- |
| Eddie Lewis      | Estados Unidos | 3           |
| Steve Ralston    | Estados Unidos | 3           |
| Salvador Carmona | México         | 2           |
| Landon Donovan   | Estados Unidos | 2           |
| Brian McBride    | Estados Unidos | 2           |
| Winston Parks    | Costa Rica     | 2           |
| Greg Vanney      | Estados Unidos | 2           |

## Premios y reconocimientos

### Goleador del torneo (Bota de oro)
El premio fue otorgado a 2 futbolistas:
- Landon Donovan y  Walter Centeno

Donovan anotó 4 goles participando en los 5 partidos disputados por su selección, marcando en un solo partido un cuadruplete a la selección de Cuba en los cuartos de final. Mientras que el delantero costarricense anotó un gol ante Cuba en la fase de grupos, y un triplete a El Salvador en los cuartos de final, dos goles fueron convertidos desde el punto penal.

### Mejor jugador del torneo (Balón de oro)
- Jesús Arellano

El mediocampista mexicano de 30 años, participó en los 6 partidos que disputó su selección y fue pieza clave para el equipo.

### Mejor portero del torneo
- Oswaldo Sánchez

El arquero mexicano estuvo presente en los 6 encuentros que disputó su selección, manteniendo su arco invicto en todo el torneo.

### Premio al juego limpio
Premio Fairplay otorgado a la selección que practicó mejor el juego limpio.
- Estados Unidos

La selección estadounidense terminó el torneo con 8 tarjetas amarillas y una tarjeta roja.

## Equipo ideal del torneo
Se eligió al equipo ideal del torneo formado por diecisiete integrantes. En cursiva los jugadores reservas.
| Porteros                      | Defensas                                                                       | Centrocampistas                                                                                         | Delanteros          |
| ----------------------------- | ------------------------------------------------------------------------------ | --- | ------------------- |
| Oswaldo Sánchez Odelín Molina | Carlos Castro Maicon Ricardo Osorio Mauricio Wright Bobby Convey Jaime Rosales | Walter Centeno Rafael García Giovanni Hernández Jesús Arellano Diego Fernando Salazar Theodore Whitmore | Landon Donovan Kaká |